# J.R.リチャード
ジェイムズ・ロドニー・リチャード（James Rodney Richard、1950年3月7日 - 2021年8月4日）は、アメリカ合衆国ルイジアナ州ヴィーナ出身の元プロ野球選手（投手）。右投右打。

## 経歴
高校時代は野球とバスケットボールの両方で才能を発揮。高校時代に野球でリチャードが先発した試合で負けることがなかった。3年時にライバル校との試合で4打席連続本塁打・10打点を記録し、48対0で勝利している。バスケットボールでは200以上の大学から奨学金の申し出があったが、1969年のMLBドラフトでは、ジェフ・バロウズに次いで、ヒューストン・アストロズから1巡目（全体2位）に指名を受け入団。同年はルーキーリーグで12試合に先発し、5勝4敗・防御率6.59。56イニングで71奪三振を記録する一方で、制球が悪く52四球を与えた。
1970年にはA級に昇格し、109イニングで被安打67・防御率2.39を記録。ノーヒットノーランを達成するなどしたが勝ち運に恵まれず、4勝11敗に終わった。速球の球速は100mph、スライダーは93mphに達し、これはメジャーのほとんどの投手を上回る数字だった。
1971年はAAA級で開幕を迎え、12勝7敗・防御率2.45、173イニングで202奪三振を記録。セプテンバー・コールアップによりメジャーに昇格し、9月5日のサンフランシスコ・ジャイアンツとのダブルヘッダー第2試合でメジャーデビュー。ウィリー・メイズから3三振を奪うなど、15奪三振で3失点完投勝利を挙げた。この15奪三振は、1954年にカール・スプーナーが記録したものと並んでデビュー戦での奪三振数最多記録である。
1973年は8月1日のロサンゼルス・ドジャース戦でメジャー初完封を記録し、6勝2敗・防御率4.00の成績を残した。
1975年は1月5日にエースのドン・ウィルソンがガス中毒で事故死するアクシデントもあって先発に定着し、12勝10敗・防御率4.39を記録したが、共にリーグワーストの138四球・20暴投と課題の制球力は改善されなかった。
1976年は初の開幕投手を務める。7月6日のニューヨーク・メッツ戦では10四球を与えながら延長10回を完封。シーズン通算で20勝15敗・防御率2.75・214奪三振、リーグワーストの151四球を記録した。シーズン20勝は1969年のラリー・ダーカー以来球団史上2人目だった。サイ・ヤング賞の投票は7位、MVPの投票でも17位に入り、一躍ナショナルリーグを代表する投手となった。
1977年は18勝12敗・防御率2.97・214奪三振。四球は104とやや改善がみられた。
1978年は7月に4勝0敗・防御率1.29を記録し、ピッチャー・オブ・ザ・マンスを受賞。8月21日のシカゴ・カブス戦で、シーズン奪三振の球団記録を更新した。9月19日のアトランタ・ブレーブス戦でボブ・ホーナーから三振を奪い、トム・シーバーが持つ右腕投手のシーズン奪三振リーグ記録289を更新。シーズン最終戦となった9月28日のブレーブス戦で、史上10人目、リーグでは3人目となる300奪三振を達成した。18勝11敗・防御率3.11・303奪三振・141四球を記録し、最多奪三振を獲得。サイ・ヤング賞の投票では4位に入った（ゲイロード・ペリーが受賞）。
1979年4月10日のドジャース戦で1試合6暴投を記録する一方で13三振を奪い、完投勝利を挙げた。前半戦終了までに7勝10敗と負け越したが、後半戦で11勝3敗・防御率1.75を記録し、9月には2度目のピッチャー・オブ・ザ・マンスを受賞。18勝13敗・防御率2.71、2年連続の300奪三振となる313奪三振で、最優秀防御率・最多奪三振の二冠を獲得し、サイ・ヤング賞の投票では3位に入った（ブルース・スーターが受賞）。オフに球団と4年契約を結んだ。
1980年は4月に4勝0敗・防御率1.67・48奪三振を記録し、3度目のピッチャー・オブ・ザ・マンスを受賞。5月31日から6月11日にかけて3試合連続完封を達成。7月13日のブレーブス戦でダーカーの持つ通算1487奪三振の球団記録を更新した。前半戦で10勝4敗・防御率1.96・115奪三振を記録するなど絶好調で、オールスターゲームに初めて選出され、先発投手に抜擢されたが、肩と背中の違和感で2イニングで降板した。シーズンが進むにつれて、肩や腕に痛みを感じるようになっていたが、周囲は仮病と決めつけて聞き入れなかった。7月14日のブレーブス戦では4回途中まで何とか投げ抜いたが、目がかすんで捕手のサインがよく見えず、痛みと痺れで腕を動かすのにも苦労するほどだった。右腕は麻痺し、ボールを握れないほどになっていた。後に述懐したところによると、「腕が死んでいく」のを感じたという。9日後、病院で検査が行われ、右鎖骨下部の動脈に血栓が発見された。左腕の血圧は正常だったが、右腕の血圧は動脈が塞がれたことで異常に低くなっていた。7月25日に血管が検査され、正常と診断されたが、7月30日の練習中に突然倒れ、詳しい検査の結果、脳卒中であることが判明した。すぐさま手術が行われ成功したが、残りのシーズンは全てリハビリに費やさなければならなかった。一方、チームはエースの離脱という危機を乗り越え、球団史上初の地区優勝を果たした（当時はナショナルリーグ西地区）。
1981年は脳卒中から立ち直るためにリハビリを続けた。マイナーのチームやテキサス南部大学で練習を行い、シーズン終盤には両チームの試合に登板できるまでになり、拡大ロースターでメジャー昇格を果たしたが、まだ復帰には早いと判断され、結局メジャーでの登板はなかった。
1982年はスプリングトレーニングで1試合に登板し、シーズン最初の2カ月はフロリダでのトレーニングに費やした。順調に回復し、AAA級まで昇格したものの制球に苦しみ、多くの失点を喫した。前年に続いて拡大ロースターでメジャーに昇格したが、またしても登板はなかった。
1983年は左ふくらはぎの痛みを訴え、検査の結果左足にバイパス手術が必要と診断され、人工血管を埋め込んだが、オフには必要ないと判断され、閉鎖された。
契約が切れてフリーエージェントとなったが、復活を期待していた球団は1984年2月17日に再契約。しかし4月27日に解雇される。ほぼ完治していたが、再発の恐れがあったため現役を引退。

### 引退後

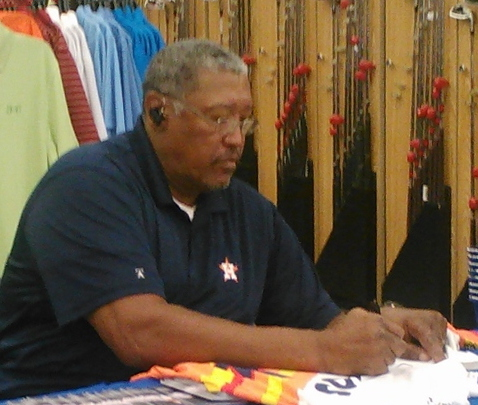
2013年8月5日

引退後は故郷のルイジアナ州に戻り、ベンチャービジネスに投資した。しかし石油取引で失敗し、30万ドルを失う。数年後1人目の妻と離婚し、66万9千ドルを失った。1989年、シニアプロベースボールアソシエーション（SPBA）のオーランド・ジュースにドラフト指名を受けたが、プレシーズン中に解雇された。その後、ヒューストンの自宅を失い、ホームレスとして橋の下で暮らすようになった。1995年、MLBから年金を受給できるようになった。また、アストロズのイベントにも参加した。その翌月地元の教会に保護され、ホームレス生活から抜け出した。その後、アスファルトの会社で働いた後に牧師となり、自分を保護した教会に戻った。現在は、ヒューストンのコミュニティに参加し、子供への野球の普及活動を行っている。2005年には半生を描いた映画が制作された。
2021年8月4日にヒューストンの病院で亡くなった。家族によると、新型コロナウイルス感染症感染による合併症を起こしていた。

## 詳細情報

### 年度別投手成績
| 年 度     | 球 団     | 登 板 | 先 発 | 完 投 | 完 封 | 無 四 球 | 勝 利 | 敗 戦 | セ 丨 ブ | ホ 丨 ル ド | 勝 率 | 打 者 | 投 球 回 | 被 安 打 | 被 本 塁 打 | 与 四 球 | 敬 遠 | 与 死 球 | 奪 三 振 | 暴 投 | ボ 丨 ク | 失 点 | 自 責 点 | 防 御 率 | W H I P |
| --------- | --------- | ----- | ----- | ----- | ----- | -------- | ----- | ----- | -------- | ----------- | ----- | ----- | -------- | -------- | ----------- | -------- | ----- | -------- | -------- | ----- | -------- | ----- | -------- | -------- | ------- |
| 1971      | HOU       | 4     | 4     | 1     | 0     | 0        | 2     | 1     | 0        | --          | .667  | 96    | 21.0     | 17       | 1           | 16       | 0     | 0        | 29       | 2     | 0        | 9     | 8        | 3.43     | 1.57    |
| 1972      | HOU       | 4     | 1     | 0     | 0     | 0        | 1     | 0     | 0        | --          | 1.000 | 36    | 6.0      | 10       | 0           | 8        | 0     | 2        | 8        | 2     | 0        | 9     | 9        | 13.50    | 3.00    |
| 1973      | HOU       | 16    | 10    | 2     | 1     | 0        | 6     | 2     | 0        | --          | .750  | 297   | 72.0     | 54       | 2           | 38       | 0     | 1        | 75       | 3     | 1        | 37    | 32       | 4.00     | 1.28    |
| 1974      | HOU       | 15    | 9     | 0     | 0     | 0        | 2     | 3     | 0        | --          | .400  | 278   | 64.2     | 58       | 3           | 36       | 0     | 1        | 42       | 9     | 1        | 31    | 30       | 4.18     | 1.45    |
| 1975      | HOU       | 33    | 31    | 7     | 1     | 0        | 12    | 10    | 0        | --          | .545  | 905   | 203.0    | 178      | 8           | 138      | 0     | 4        | 176      | 20    | 5        | 107   | 99       | 4.39     | 1.56    |
| 1976      | HOU       | 39    | 39    | 14    | 3     | 2        | 20    | 15    | 0        | --          | .571  | 1218  | 291.0    | 221      | 14          | 151      | 4     | 4        | 214      | 13    | 2        | 105   | 89       | 2.75     | 1.28    |
| 1977      | HOU       | 36    | 36    | 13    | 3     | 2        | 18    | 12    | 0        | --          | .600  | 1092  | 267.0    | 212      | 18          | 104      | 1     | 0        | 214      | 6     | 1        | 94    | 88       | 2.97     | 1.18    |
| 1978      | HOU       | 36    | 36    | 16    | 3     | 0        | 18    | 11    | 0        | --          | .621  | 1139  | 275.1    | 192      | 12          | 141      | 4     | 2        | 303      | 16    | 3        | 104   | 95       | 3.11     | 1.21    |
| 1979      | HOU       | 38    | 38    | 19    | 4     | 2        | 18    | 13    | 0        | --          | .581  | 1175  | 292.1    | 220      | 13          | 98       | 5     | 3        | 313      | 19    | 1        | 98    | 88       | 2.71     | 1.09    |
| 1980      | HOU       | 17    | 17    | 4     | 4     | 1        | 10    | 4     | 0        | --          | .714  | 438   | 113.2    | 65       | 2           | 40       | 1     | 0        | 119      | 2     | 0        | 31    | 24       | 1.90     | 0.92    |
| MLB：10年 | MLB：10年 | 238   | 221   | 76    | 19    | 7        | 107   | 71    | 0        | --          | .601  | 6674  | 1606.0   | 1227     | 73          | 770      | 15    | 17       | 1493     | 92    | 14       | 625   | 562      | 3.15     | 1.24    |

- 各年度の太字はリーグ最高
- 「-」は記録なし

### 年度別守備成績
| 年 度 | 球 団 | 投手（P） | 投手（P） | 投手（P） | 投手（P） | 投手（P） | 投手（P） |
| 年 度 | 球 団 | 試 合     | 刺 殺     | 補 殺     | 失 策     | 併 殺     | 守 備 率  |
| ----- | ----- | --------- | --------- | --------- | --------- | --------- | --------- |
| 1971  | HOU   | 4         | 1         | 3         | 0         | 0         | 1.000     |
| 1972  | HOU   | 4         | 0         | 2         | 0         | 1         | 1.000     |
| 1973  | HOU   | 16        | 5         | 3         | 1         | 0         | .889      |
| 1974  | HOU   | 15        | 5         | 5         | 0         | 0         | 1.000     |
| 1975  | HOU   | 33        | 8         | 19        | 1         | 0         | .964      |
| 1976  | HOU   | 39        | 19        | 39        | 10        | 2         | .853      |
| 1977  | HOU   | 36        | 26        | 44        | 0         | 2         | 1.000     |
| 1978  | HOU   | 36        | 29        | 38        | 3         | 0         | .957      |
| 1979  | HOU   | 38        | 14        | 32        | 5         | 0         | .902      |
| 1980  | HOU   | 17        | 6         | 10        | 0         | 1         | 1.000     |
| MLB   | MLB   | 238       | 113       | 195       | 20        | 6         | .939      |

- 各年度の太字はリーグ最高

### 獲得タイトル・表彰・記録
- 最優秀防御率：1回（1979年）
- 最多奪三振：2回（1978年、1979年）
- MLBオールスターゲーム選出：1回（1980年）
- ピッチャー・オブ・ザ・マンス：3回（1978年7月、1979年9月、1980年4月）
- ヒューストン・アストロズの開幕投手（英語版）：5回（1976 - 1980年）
- 1試合6暴投：1979年4月10日、史上初、フィル・ニークロ、ビル・ガリクソンと並んで歴代最多タイ